# Torolf Lyth
Torolf Hjalmar Lyth, född 30 januari 1909 i Stockholm, död 25 januari 1993 i London, var en svensk direktör, verksam i London. 
Lyth avlade examen vid Oslo handelsgymnasium 1926, var anställd vid Svenska Tändsticks Aktiebolagets företag i England, Frankrike och Nederländerna 1926–1935, Portugal 1935–1938, direktör vid J John Masters i London 1939 och verkställande direktör där 1953–1973, ordförande 1957–1973. Lyth var styrelseledamot i British Match Corporation, i Wilkinson Match 1949–1975, i Bryant & May 1958–1973, Arenco 1949–1955, ordförande där 1956–1974, direktör för The Cardwell Machine Co 1975–1987, ordförande för Swedish Match Holdings 1980–1988, ledamot av Svenska handelskammaren 1942–1965, president där 1965–1971, medlem av svenska församlingens kyrkoråd 1943–1975.
Han var riddare av Vasaorden.
Han var son till Hjalmar Lyth och systerson till Sigurd Agrell samt från 1942 fram till hans död gift med Gerda Löwenadler.